# Parafia Opieki Przenajświętszej Bogurodzicy w Bielance
Parafia Opieki Przenajświętszej Bogurodzicy w Bielance – parafia greckokatolicka w Bielance, w dekanacie krakowsko-krynickim archieparchii przemysko-warszawskiej. Założona w 1989.